# Comuna Iavorivți, Krasîliv
Iavorivți (în ucraineană Яворівці) este o comună în raionul Krasîliv, regiunea Hmelnîțkîi, Ucraina, formată din satele Iavorivți (reședința) și Slobidka-Krasîlivska.

## Demografie
Componența lingvistică a comunei Iavorivți
     Ucraineană (98,81%)
     Rusă (1,11%)
     Alte limbi (0,07%)
Conform recensământului din 2001, majoritatea populației comunei Iavorivți era vorbitoare de ucraineană (98,81%), existând în minoritate și vorbitori de rusă (1,11%).